# John Monks
John Stephen Monks (Manchester, 5 augustus 1945), ook wel bekend als Baron Monks,  is een Brits vakbondsleider en politicus. Hij is lid van het House of Lords en is een voormalig algemeen secretaris van de Britse vakbond Trades Union Congress (TUC) en van het Europees Verbond van Vakverenigingen (EVV).

## Levensloop
Hij werd geboren op 5 augustus 1945 te Manchester en liep school aan de Ducie Technical High School. Later studeerde hij economische geschiedenis aan de Universiteit van Nottingham. Hij begon zijn carrière als management trainee en junior manager bij Plessey in Surrey. 
In 1969 werd hij lid van de vakbond TUC en in 1977 werd hij aangesteld als hoofd van het departement Organisations and industrial relations. In 1987 werd hij lid van het Deputy General Secretary en in 1993 werd hij verkozen tot algemeen secretaris van TUC. In 2003 werd hij op het 10de EVV-congres te Praag verkozen tot algemeen secretaris, een functie die hij uitoefende tot 2011. Daarnaast is hij vicevoorzitter van de European Movement International en voorzitter van het People's History Museum te Manchester. 
Op 11 oktober 2010 trad hij toe tot the House of Lords en werd hij life peer Baron Monks van 'Blackley in the County of Greater Manchester.
Gerelateerde onderwerpen: Vakbond · Vakcentrale · Syndicalisme · Sociale zekerheid · Arbeid · Werkloosheid